# جاك ماكدونالد
جاك ماكدونالد هو سياسي كندي، ولد في 1927 في لندن في كندا، وتوفي في 5 مايو 2010 في هاميلتون في كندا.